# Markus Jonsson
Per Markus Jonsson, född 9 mars 1981 i Växjö, är en svensk före detta fotbollsspelare. Han spelade till och med 2009 års säsong för AIK där han fick smeknamnet Mr. 100%. 

## Klubbkarriär
Jonsson började spela i Växjö BK 1988. Tio år senare, 1998, gick han över till Östers IF. Det dröjde dock till 1999 innan han tog steget upp till A-laget, vilket innebar att han inledde sin proffskarriär som artonåring. Han hann spela 166 matcher och göra 22 mål och var bland annat med och tog upp Östers IF till Allsvenskan 2003.
Den allsvenska sejouren fick dock ett snabbt slut, man var stryklag tillsammans med Enköpings SK, och laget var tillbaka i Superettan 2004. Trots degraderingen så fick Östers IF spela i UEFA-cupen tack vare att de vann Fair Play-priset. Markus Jonsson fick därmed debutera i internationella sammanhang med fyra matcher i denna europeiska cup. 2005 spelade Öster upp sig till Allsvenskan igen, man kom tvåa efter AIK, vilket innebar att Öster skulle få spela i Allsvenskan 2006. Men inför denna Allsvenska lämnade Jonsson Växjöklubben och flyttade till de andra nykomlingarna AIK.
Väl i AIK var Jonsson den obestridlige förste straffskytten i AIK - under säsongen 2006 missade han inte en enda straff. Efter 2009 års säsong valde Jonsson att inte förlänga sitt kontrakt med AIK utan skrev på ett 2,5-årskontrakt med den grekiska fotbollsklubben Panionios. Han spelade därefter för norska SK Brann. Efter säsongen 2014 avslutade han sin spelarkarriär.

## Landslagskarriär
Markus Jonsson blev uttagen i det svenska fotbollslandslagets trupp inför Sydamerikaturnén som spelades i januari månad. Turnén blev dock ingen succé och landslaget vann inte en match. Markus Jonssons insats i landslaget denna gång var hyfsad - han spelade tio minuter av den första matchen och hela matchen mot Ecuador. I den sista matchen fick han beröm av Lars Lagerbäck för sin insats.

### Webbkällor
- Markus Jonsson på elitefootball
- Markus Jonsson på Svenska Fotbollförbundets webbplats
- Markus Jonsson - A-truppen 2006 på aik.se